# Manchester City F.C.
Manchester City Football Club er en engelsk fodboldklub i byen Manchester, som spiller i den bedste engelske fodboldrække, Premier League.
Klubben blev oprindeligt dannet i 1880 som St. Marks (West Gorton), men derefter blev klubbens navn til Ardwick AFC i 1887, før man til sidst ændrede klubbens navn endnu engang til det nuværende Manchester City F.C. i 1894.
Klubben har vundet den engelske første division/Premier League ni gange, Champions League én gang, FA Cuppen syv gange, League Cuppen otte gange, samt den europæiske Cup Winners' Cup én gang.
Hjemmekampene bliver spillet på Etihad Stadium i Manchester, som har en kapacitet på 52.900 tilskuere (midlertidigt), hvilket blev klubbens hjemmebane den 3. juni 2003, da klubben førhen havde spillet sine hjemmekampe på Maine Road siden 1923.
Ved udgangen af 2021-22 var Manchester Citys indtægter anslået til at udgøre ca. 731 millioner € (godt 5,4 mia. DKK), hvilket er den højeste omsætning for alle fodboldklubber i verden. I 2022 vurderede erhvervsmagasinet Forbes, at klubben var den sjettemest værdifulde i verden med en værdi på $4,250 milliarder. Manchester City ejes af City Football Group, et britisk baseret holdingselskab holdingselskab værdisat til £3,82 milliarder i november 2019 efter et salg af 10% af aktierne til Silver Lake.
Manchester City modtog betydelige investeringer efter at være blevet overtaget af Sheik Mansour bin Zayed Al Nahyan gennem Abu Dhabi United Group i august 2008. Investeringerne grundlagde en ny æra af succes, hvor holdet vandt FA Cup'en i 2011 og Premier League i 2012 for første gang siden 1960'erne. Siden har holdet vundet en række mesterskaber og titler. I 2023 er klubben rangeret nr. 1 på UEFA's koefficientliste.

## Historie
Klubbens første succesrige periode var i slutningen af 1960'erne og begyndelsen af 1970'erne, da klubben vandt flere store trofæer under ledelsen af manager Joe Mercer og hans assistent Malcolm Allison, og med store aktører på banen som Colin Bell og Francis Lee.
Som de fleste andre engelske fodboldklubber har Manchester City rødder i arbejderklassen. I England var industrialiseringen i fuld gang i 1870´erne og 1880´erne. Med støtte fra den lokale kirke St. Mark´s dannede nogle ansatte i industrien i 1880 en fodboldklub i området West Gorton i det sydøstlige Manchester. Faktisk var klubben en udløber af den lokale cricketklub. Fodboldklubben fusionerede, blev splittet igen, skiftede navn og flyttede flere gange inden man dannede Ardwick FC i 1887. Året hvor man også flyttede ind på Hyde Road. Lige ved siden af banen lå Hyde Road Hotel.
Frem til 1896 tjente en mindre del af denne bygning som omklædningsrum og administrationskontor. I 1888 skabtes i England verdens første professionelle turnering. Den havde deltagelse af 12 klubber fra Midt- og Nordengland - dog ikke fra Manchester. Men i 1892 oprettede man 2. division og her kom Ardwick med fra starten. I 1894 gik Ardwick konkurs, men genopstod umiddelbart efter under navnet Manchester City. Det var også på dette tidspunkt, at man for første gang optrådte i lyseblå trøjer og hvide bukser. I 1899 lykkedes det City at rykke op i 1. division. Ardwicks og Citys tilhængere var protestanter, hvorimod Newton Heath (senere Manchester United), der blev dannet af en gruppe jernbanearbejdere, havde mange fans i de katolske miljøer. Dette religiøse skel mellem City og United blev efterhånden udvisket.
Citys historie er fyldt med op- og nedture, overraskelser og skuffelser. Ustabilitet har præget klubben gennem tiderne. City har ofte svigtet sine tilhængere, men kan alligevel fremvise en stor og trofast fanskare.
City havde en fin periode i slutningen af 60´erne med navne som Colin Bell, Francis Lee og Mike Summerbee. Under træner-duoen Joe Mercer og Malcolm Allison vandt City både mesterskab, FA Cup, Liga Cup og Europa Cup for pokalvindere i perioden 1968-70.
I perioden 1976 – 2011 vandt klubben ikke noget betydeligt trofæ. Klubbens tilbagegang førte til nedrykning to gange på tre år i slutningen 1990'erne, hvilket betød at klubben et år var nede og vende i den tredjebedste engelske række. Klubben har dog siden genvundet fordums styrke og er nu igen oppe på det niveau, hvor klubben har tilbragt størstedelen af sin hidtidige historie.
I 2008 blev Manchester City opkøbt af Abu Dhabi United Group for 210 millioner pund. Dette medførte at Manchester City, inden transfervinduet lukkede, nåede at sætte ny britisk transferrekord da klubben købte brasilianske Robinho i Real Madrid for 32,5 millioner pund og samtidig havde helt nye økonomiske midler til rådighed.
Klubben hentede i 2009 Carlos Tevez hos lokalrivalen Manchester United hvilket var meget kontroversielt, da han på det tidspunkt var en stor profil for Manchester United. Dette skifte var symbolsk for hvem Manchester City nu kunne tiltrække, og tiden derefter viste at dette kun var begyndelsen.
I 2011 hentede klubben Sergio Aguero fra Atlético Madrid, som blev klubbens alletiders topscorer med over 200 mål.
I 2012 vandt klubben mesterskabet, hvilket sidenhen er gået hen og blevet et af de mest mindeværdige øjeblikke i Premier Leagues historie. På forhånd så mesterskabet ud til at være forholdsvist sikkert på den sidste kampdag, da de skulle møde Queens Park Rangers og vinde. Forud for kampen var pointtallet lige med Manchester United. Det var dog først i det allersidste minut af tillægstiden at Manchester City sikrede sig sejren. Her scorede Sergio Aguero det afgørende mål til en sejr på 3-2.
Den 13. maj 2013 (præcis et år efter Citys sejr over QPR) blev manager Roberto Mancini fyret efter en skuffende sæson, hvor man røg ud af Champions League allerede i gruppespillet, mesterskabet blev tabt tidligt til Manchester United, og to dage før fyringen havde man sensationelt tabt FA Cup-finalen til Wigan.
Den 14. juni 2013 blev chileneren Manuel Pellegrini ansat som Mancinis afløser på en treårig kontrakt. I Manuel Pellegrini første år i klubben formåede han at vinde "The Double" altså det engelske mesterskab og pokalfinalen. Han var også den første manager i historien, som fik Manchester City videre fra gruppespillet i Champions League, hvor de blev slået ud af spanske F.C Barcelona og i sæsonen 15/16 nåede at slå franske Paris Saint-Germain for siden at avancere til blandt de bedste fire i turneringen.
Den 1. februar 2016 blev Pep Guardiola ansat som ny træner med start fra 1. juli. Den første sæson vandt klubben ikke noget, men i 17/18 vandt Manchester City det engelske mesterskab med 100 point, hvilket er ny rekord. Klubben vandt også Liga Cuppen og satte en lang række andre rekorder. I sæsonen 18/19 vandt Manchester City the Treble, mesterskab og de to pokalturneringer, som den første klub nogensinde. I sæsonen 19/20 blev Manchester nr. 2 i Premier League og vandt for tredje år i træk Liga Cuppen.
I sæsonerne 20/21 og 21/22 vandt Manchester City igen Premier League. I begge tilfælde var det foran Liverpool F.C. med Jürgen Klopp i spidsen, som har været den store konkurrent i Guardiolas tid.
Pep Guardiola har haft succes i de nationale turneringer, men er ikke slået igennem på europæisk plan. Manchester City nåede for først gang finalen i Champions League i 20/21, men tabte 0-1 til Chelsea F.C. I sæsonen 21/22 tabte Manchester City til Real Madrid i semifinalen.
I 2020 udelukkede UEFA klubben fra de europæiske turneringer i to år for at have brudt UEFA's Financial Fair Play Regulations. Manchester City appellerede til Court of Arbitration for Sport, som omstødte forbuddet, da de mente at anklagerne enten ikke var bevist eller at forseelserne havde overskredet en fem års forældelsesfrist. CAS gav dog alligevel klubben en bøde på 10 millioner euro for ikke at have fremskaffet det nødvendige bevismateriale til UEFA i et forsøg på at obstruere undersøgelsen.

## Rivalisering
Manchester Citys største rival har traditionelt været naboerne fra Manchester United. Kampen mellem de to største klubber i Manchester er kendt som The Manchester-derby. 
Pr. 29. oktober 2023 har der været 191 møder mellem holdene. United har vundet 78, City har vundet 60, og de resterende 53 kampe er endt uafgjort.
De to klubber har igennem fodboldhistorien ikke kun kæmpet om herredømmet i England, men også lokalt i byen. Manchester United har rent sportsligt haft mere succes end Manchester City, men Manchester City har til trods for store op- og nedture formået at bevare en stor fanbase i Manchester by, og har i Manchester en mindst ligeså stor fanbase som United - hvis ikke større. Heriblandt mange kendisser fra Manchester såsom de to brødre fra Oasis og Johnny Marr fra The Smiths.

## Trøjesponsorer
Manchester City's tidligere og nuværende trøjesponsorerater:
- Saab (1982–84)
- Philips (1984–87)
- Brother (1987–99)
- Eidos (1999–2002)
- First Advice (2002–04)
- Thomas Cook (2004–07)
- Etihad Airways (2009–)

Manchester City's tidligere og nuværende trøjedesignere:
- Umbro (1974–97, 2009–13)
- Kappa (1997–99)
- Le Coq Sportif (1999–2003, 2007–09)
- Reebok (2003–07)
- Nike (2013–2019)
- Puma (2019-)

## Brand
Manchester City har 49 millioner følgere på Instagram og 6,7 millioner abonnenter på YouTube
. Manchester City-supporterne har brugt den siden 1989. Den stammer helt tilbage fra 1934 og er skrevet af Richard Rogers og Lorenz Hart. Sangen (med en anderledes tekst) kunne høres første gang med Shirley Ross i filmen Manhattan Melodrama fra maj 1934. Lorenz Hart omskrev på opfordring teksten til en mere kommerciel romantisk udgave - dvs. den tekst vi kender i dag. I januar 1935 blev sangen for alvor kendt, da den blev udgivet af Brunswick Records med Connee Boswell & Victor Young Orchestra. Sangen er gennem årene blevet indspillet af en lang række kunstnere, bl.a. Glenn Miller, Ella Fitzgerald, Frank Sinatra, Nat King Cole, Elvis Presley, The Mavericks og Chris Isaak. Begrebet blå måne betegner i den moderne betydning den anden fuldmåne i samme måned. Der går 29,5 døgn fra en fuldmåne til den næste, hvilket vil sige, at to fuldmåner i samme måned gennemsnitligt forekommer med ca. to et halvt års mellemrum. På engelsk bruger man desuden betegnelsen Blue Moon om en sjælden begivenhed.
Sangens tekst: 

## Manchester Citys damehold
Manchester City har et stærkt damehold - stiftet i 1988 under navnet Manchester City Ladies. I 2012 blev City Ladies en mere integreret del af klubben. Kvinderne kunne nyde godt af flere penge og bedre faciliteter. Truppen blev efterfølgende væsentligt forstærket.
I 2014 skiftede Manchester City Ladies navn til Manchester City Women Football Club og i 2016 vandt klubben sit første engelske mesterskab.
Siden 2015 har kvinderne spillet sine hjemmekampe på City Academy Stadium med plads til 7.000 tilskuere.
To danskere har spillet for Manchester City. Mie Leth Jans spillede der i 2017-18 og Nadia Nadim i året 2018.

## Danske fodboldspillere i Manchester City
- Peter Schmeichel
- Kasper Schmeichel
- Niclas Jensen
- Mikkel Bischoff
- Kevin Stuhr-Ellegaard
- Ronnie Ekelund
- Gunnar Nielsen

## Titler

### Liga
- Mesterskaber (10): 1937, 1968, 2012, 2014, 2018, 2019, 2021, 2022, 2023, 2024
- 1. Division/2. Division (7): 1899, 1903, 1910, 1928, 1947, 1966, 2002

### Cup
- FA Cup (7): 1904, 1934, 1956, 1969, 2011, 2019, 2023
- Liga Cup (8): 1970, 1976, 2014, 2016, 2018, 2019, 2020, 2021
- FA Community Shield (6): 1937, 1968, 1972, 2012, 2018, 2019

### Europæisk
- Champions League (1): 2023
- Europa Cup for pokalvindere (1): 1970

### Doubles
- 1969–70: Liga Cup og European Cup Winners' Cup
- 2013–14: Liga og Liga Cup
- 2017–18: Liga og Liga Cup

### Treble
- 2022-23: Premier League, UEFA Champions League (mænd) og FA Cup

## Spillerne

### Nuværende spillertrup
Oversigten er opdateret til og med 22. april 2025
| Nr. | Land     | Position | Spiller         |
| --- | -------- | -------- | --------------- |
| 3   | Portugal | FO       | Rúben Dias      |
| 5   | England  | FO       | John Stones     |
| 6   | Holland  | FO       | Nathan Aké      |
| 7   | Egypten  | AN       | Omar Marmoush   |
| 8   | Kroatien | MI       | Mateo Kovacic   |
| 9   | Norge    | AN       | Erling Haaland  |
| 10  | England  | AN       | Jack Grealish   |
| 11  | Belgien  | AN       | Jérémy Doku     |
| 14  | Spanien  | MI       | Nico González   |
| 16  | Spanien  | MI       | Rodri           |
| 17  | Belgien  | MI       | Kevin De Bruyne |
| 18  | Tyskland | MM       | Stefan Ortega   |
| 19  | Tyskland | MI       | İlkay Gündoğan  |
| 20  | Portugal | MI       | Bernardo Silva  |

| Nr. | Land       | Position | Spiller            |
| --- | ---------- | -------- | ------------------ |
| 22  | Brasilien  | FO       | Vitor Reis         |
| 24  | Kroatien   | FO       | Joško Gvardiol     |
| 25  | Schweiz    | FO       | Manuel Akanji      |
| 26  | Brasilien  | AN       | Savinho            |
| 27  | Portugal   | MI       | Matheus Nunes      |
| 30  | Argentina  | MI       | Claudio Echeverri  |
| 31  | Brasilien  | MM       | Ederson            |
| 33  | England    | MM       | Scott Carson       |
| 45  | Usbekistan | FO       | Abdukodir Khusanov |
| 47  | England    | AN       | Phil Foden         |
| 52  | Norge      | AN       | Oscar Bobb         |
| 75  | England    | MI       | Nico O'Reilly      |
| 82  | England    | FO       | Rico Lewis         |
| 87  | England    | MI       | James McAtee       |

### Udlejede spillere
De følgende spillere er udlejet fra Manchester City.
| Nr. | Land         | Position | Spiller                                      |
| --- | ------------ | -------- | -------------------------------------------- |
|     | England      | FO       | Kyle Walker (Udlejet til A.C. Milan)         |
|     | Burkina Faso | FO       | Issa Kaboré (Udlejet til Werder Bremen)      |
|     | Sierra Leone | FO       | Juma Bah (Udlejet til RC Lens)               |
|     | England      | FO       | Josh Wilson-Esbrand (Udlejet til Stoke City) |
|     | England      | FO       | Callum Doyle (Udlejet til Norwich City)      |
|     | England      | FO       | Finley Burns (Udlejet til Hull City)         |

| Nr. | Land      | Position | Spiller                                            |
| --- | --------- | -------- | -------------------------------------------------- |
|     | England   | FO       | Luke Mbete (Udlejet til Northampton Town)          |
|     | England   | MI       | Kalvin Phillips (Udlejet til Ipswich Town)         |
|     | Argentina | MI       | Máximo Perrone (Udlejet til Como 1907)             |
|     | Spanien   | MI       | Mahamadou Susoho (Udlejet til Peterborough United) |
|     | England   | MI       | Jacob Wright (Udlejet til Norwich City)            |
|     | Brasilien | AN       | Kayky (Udlejet til Bahia)                          |

### Ungdomstruppen
Disse spillere er de mest brugte fra ungdomstruppen på Manchester City's førstehold.
| Nr. | Land    | Position | Spiller              |
| --- | ------- | -------- | -------------------- |
| 61  | England | FO       | Kaden Braithwaite    |
| 66  | England | FO       | Jahmai Simpson-Pusey |
| 67  | England | AN       | Divin Mubama         |
| 68  | England | FO       | Max Alleyne          |

## Klubrekorder
- Ligarekord sejr – 11–3 mod Lincoln City (d. 23. Marts 1895, flest mål scoret) 10–0 mod Darwen (d. 18. February 1899, største måldifference)
- FA Cup-rekord sejr – 12–0 mod Liverpool Stanley (d. 4. oktober 1890)
- Liga rekordnederlag – 0–8 mod Burton Wanderers (d. 26. december 1894), 0–8 mod Wolverhampton Wanderers (23. december 1933), 1–9 mod Everton (3. september 1906), 2–10 mod Small Heath (17. marts 1893)
- FA Cup rekordnederlag – 0–6 mod Preston North End (d. 30. januar 1897), 2–8 mod Bradford Park Avenue (30. januar 1946)
- Højeste hjemmetilskuertal – 84,569 mod Stoke City (d. 3. marts 1934) (hvilket stadig er engelsk rekord)
- Flest liga optrædener – 561 + 3 sub, Alan Oakes 1958–76
- Flest optrædener i alt – 676 + 4 sub, Alan Oakes 1958–76
- Flest mål scoret – 260, Sergio Agüero 2011–21
- Flest mål i en sæson – 38, Tommy Johnson 1928–29
- Rekordtransfer sum betalt – 100 millioner pund til Aston Villa for Jack Grealish, august 2021
- Rekordtransfer sum modtaget – 54,8 millioner pund fra Bayern München for Leroy Sané, juli 2020
- Flest point i én Premier League sæson - 100 point, 2018